# Pangong Tso
Pangong Tso, Pang-gong Tso ou lago Pangong (em tibetano: སྤང་གོང་མཚོ; Wylie: spang gong mtsho; em hindi: पांगोंग त्सो ; em chinês tradicional: 班公错, pinyin: Bāngōng Cuò) é um lago endorreico de água salobra nos Himalaias situado a cerca de 4 250 metros de altitude. Estende-se entre a Índia e o Tibete (ocupado pela China) ao longo de 604 km², 60% dos quais em território chinês. Tem 134 km de comprimento e 5 km de largura no ponto mais largo. O seu nome em tibetano signfica "lago das pastagens altas". Durante o inverno, o lago congela completamente, apesar da água ser salgada. Não faz parte da bacia hidrográfica do rio Indo, mas de uma região interior sem ligações a outras. A sul de Pangong Tso encontra-se o Spanggur Tso, um lago mais pequeno, em território tibetano.
No lado indiano, o lago é acessível por estrada desde Lé, passando por Shey e Gia e Chang La, um dos passos de montanha transitáveis por veículos motorizados mais altos do mundo (5 425 metros). A estrada que desce de Chang La passa pela aldeia de Tangste e outras aldeias mais pequenas e cruza o Pagal Naala ("rio louco").

## Disputa fronteiriça
O lago situa-se em território disputado entre a Índia e a China. A Linha de Controlo Real (LAC), a fronteira de facto entre os dois países, passa pelo lago. Uma parte do lago, aproximadamente 20 km a leste da LAC é controlada pela China e reclamada pela Índia. A parte oriental do lago fica em território tibetano, na prefeitura de Ngari Após meados do século XIX, Pangong Tso ficava na extremidade sul da Linha Johnson, uma das primeiras tentativas de demarcação entre a Índia britânica e a China na região do Aksai Chin.
O forte de Khurnak situa-se sensivelmente a meio da margem norte do lago. A área do forte está sob controlo dos chineses desde 1952. Em 20 de outubro de 1962, durante a guerra sino-indiana, houve ações militares com êxito do Exército de Libertação Popular chinês. A área do lago continua a ser um ponto delicado da LAC e ocasionalmente há incursões por parte dos chineses, embora raramente envolvam combates.

## Flora, fauna e geografia
A água salobra do lago tem muito pouco micro-vegetação. Segundo os guias turísticos, o lago não tem peixes nem outros tipos de vida aquática à exceção de alguns pequenos crustáceos.[carece de fontes?] Apesar de não terem sido observados peixes no lago, foram reportadas três espécies de peixes no ribeiro que desagua no lado sudeste, o Cheshul nalla: Schizopygopsis stoliczkai, Triplophysa stoliczkai e Triplophysa gracilis. A alta salinidade e as condições ambientais adversas são apontadas como a causa da baixa biodiversidade do lago.
Por outro lado, avistam-se numerosos patos e gaivotas na superfície do lago e por cima dela. Há algumas espécies de arbustos e ervas perenes que crescem nos pântanos em volta do lago. Este constitui um importante local de nidificação para várias aves, algumas delas migratórias. Durante o verão, é frequente avistarem-se gansos-de-cabeça-listada (Anser indicus) e patos-ferrugíneos (Tadorna ferruginea). Na região em volta do lago vivem algumas espécies de mamíferos selvagens, como o kiangs (Equus kiang; burro selvagem do Tibete) e marmotas.[carece de fontes?]
No passado, o lago Pangong tinha um dreno natural para o rio Shyok, um afluente do Indo, que foi bloqueado naturalmente. No lado indiano, o lago é alimentado por dois ribeiros, que foram pântanos nas fozes. Antigas linhas de costa acima do nível atual do lago revelam um estrato de lama e areia laminada com cinco metros de espessura que sugerem que o lago encolheu recentemente numa escala geológica.